# Абластика
Абластика (греч. a, частица отрицания + blastikos, пускающий ростки, прорастающий) — принцип в хирургии, заключающийся в предотвращении рецидива и метастазирования злокачественной опухоли путём удаления опухолевого очага вместе с лимфатическими сосудами и регионарными лимфатическими узлами единым блоком, в пределах здоровых тканей, не касаясь поражённых тканей.